# Tomáš Urban
Tomáš Urban (* 17. September 1989 in Košice) ist ein slowakischer Handballspieler. Urban wurde in den Jahren 2016, 2021 und 2022 zum Handballer des Jahres in der Slowakei gewählt.

## Karriere

### Im Verein
Tomáš Urban spielte in seiner Heimat für MHK Košice. In der Saison 2010/11 stand er im Kader des ungarischen Vereins Tatabánya KC und für die Saison 2011/12 bei HK Michalovce. Im Februar 2012 wechselte er mit sofortiger Wirkung zum KC Veszprém. Mit Veszprém wurde er 2012 ungarischer Meister und spielte zudem in der EHF Champions League. 2012 kehrte er in die Slowakei zurück und spielte dort für HT Tatran Prešov. Mit Prešov wurde er 2013, 2014 und 2015 slowakischer Meister. 2015 unterschrieb er einen Vertrag beim deutschen Erstligisten ThSV Eisenach. 2016 stieg er mit Eisenach in die 2. Bundesliga ab. Zu Beginn der Saison 2017/18 wechselte er mit sofortiger Wirkung zum Erstligisten Frisch Auf Göppingen. Im November 2017 zog er sich einen Mittelhandbruch zu und danach bei seinem ersten Einsatz nach der Verletzung im Dezember einen Achillessehnenriss. Dadurch absolvierte er in der Saison 2017/18 nur sieben Spiele für Göppingen. In der Saison 2018/19 stand er im Kader des Zweitligisten TV Großwallstadt. 2019 kehrte er zurück in seine Heimat und spielte wieder für MHK Košice. Aber bereits 2020 zog es ihn wieder nach Deutschland, wo er einen Vertrag beim Zweitligisten TV Emsdetten unterschrieb. 2021 wechselte er zum Erstligisten GWD Minden, mit welchem er 2023 in die 2. Bundesliga abstieg. Nach der Saison 2023/24 verließ er den Verein.

### In Auswahlmannschaften
Er steht im Kader der slowakischen Nationalmannschaft. Mit der Nationalmannschaft belegte er den 10. Platz bei der Weltmeisterschaft 2009 und den 17. Platz bei der Weltmeisterschaft 2011. Weiter stand er im Kader für die Europameisterschaft 2012 und die Europameisterschaft 2022.